# Моро Юнайтед
Футбольний клуб «Моро Юнайтед» або просто Моро Юнайтед (англ. Moro United Football Club) — професіональний танзанійський футбольний клуб з міста Морогоро. Домашні матчі проводить на стадіоні «Чамазі», який вміщує 5000 глядачів.

## Історія
Заснований у місті Морогоро клуб жодного разу не вигравав ні чемпіонату, ні кубку країни, але в 2001 році вийшов до фіналу кубку Танзанії, а в 2005 році завоював срібні медалі танзанійської Прем'єр-ліги. Востаннє в елітному дивізіоні чемпіонату Танзанії «Моро Юнайтед» виступав у сезоні 2011/12 років.
На міжнародній арені команда виступала 1 разу, у 2006 році вона дійшла до третього раунду Кубку конфедерації КАФ.

## Досягнення
- Прем'єр-ліга
  -  Срібний призер (1): 2005

- Кубок Танзанії
  -  Фіналіст (1): 2001

- Кубок КЕСАФА
  -  Фіналіст (1): 2006

## Статистика виступів
| Сезон | Турнір                 | Раунд      | Клуб             | Вдома   | На виїзді | Загалом |
| ----- | ---------------------- | ---------- | ---------------- | ------- | --------- | ------- |
| 2006  | Кубок конфедерації КАФ | Попередній | Клуб де Зімбабве | т.п.1   | т.п.1     | т.п.1   |
| 2006  | Кубок конфедерації КАФ | 1          | ТП Мазембе       | дискв.2 | дискв.2   | дискв.2 |
| 2006  | Кубок конфедерації КАФ | 2          | УСЖФ Равінала    | 3-1     | 2-1       | 5-2     |
| 2006  | Кубок конфедерації КАФ | 3          | Етуаль дю Сахель | 0-3     | 1-4       | 1-7     |

1- Зімбабве не вдалося відправити команду або призупинити турнір через поєдинок національного кубка, тому Федерація мала намір відправити срібного призера чемпіонату, «Масвінгу Юнайтед», але КАФ не дозволило здійснити цю заміну.

2- ТП Мазембе був дискваліфікований напередодні матчу через запізнення на гру в зв'язку з транспортною проблемою.